# Au-delà de l'espoir

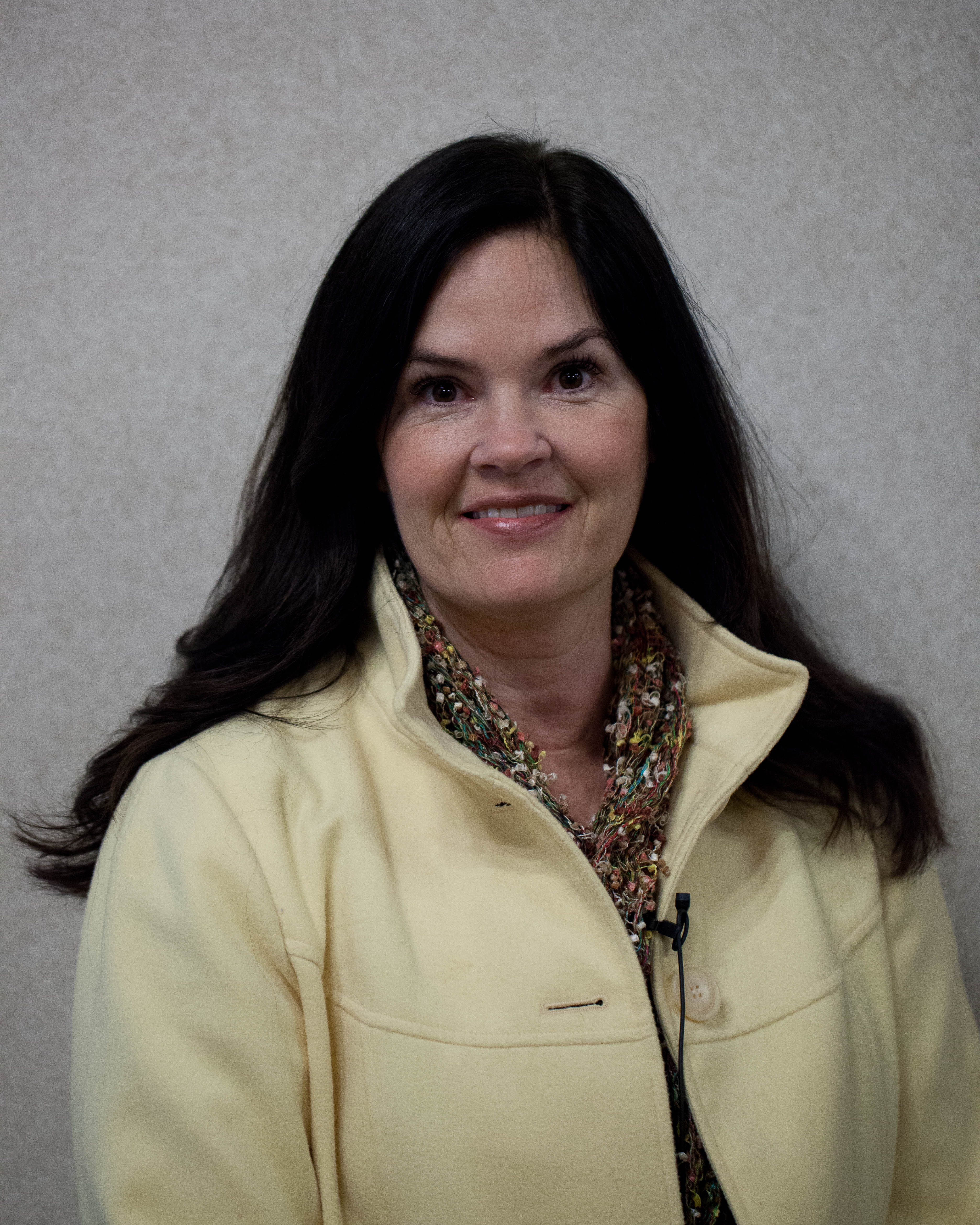
Stacey Bess

Au-delà de l'espoir (Beyond the Blackboard) est un téléfilm américain réalisé en 2011 par Jeff Bleckner.
Il est inspiré de l'histoire vraie de Stacy Bess, une institutrice américaine.

## Synopsis
Pour son premier poste d'enseignante, Stacey Bess, âgée de 24 ans, est affectée à une classe dans "L'école sans nom". C'est un espace, censé être une salle de classe, et situé dans un centre pour les sans-abris. Les enfants sont de tous les âges, la salle de classe est piteuse, sale et dépourvue de l'essentiel comme des bureaux et des livres. D'abord dépassée par les événements, Stacey relève ses manches et transforme sa classe en un environnement chaleureux et confortable où les enfants acquièrent des connaissances, mais aussi le respect de soi et de la dignité.

## Fiche technique
- Réalisation : Jeff Bleckner
- Scénario : Camille Thomasson et Stacey Bess (d'après le livre Nobody Don't Love Nobody)
- Diffusion : 24 avril 2011 sur le réseau CBS, sous la bannière Hallmark Hall of Fame (en)

## Distribution
- Emily VanCamp : Stacey Bess
- Steve Talley : Greg Bess
- Julio Oscar Mechoso : Johnny Hernandez
- Timothy Busfield : Le directeur de l'école
- Nicki Aycox : Candy
- Kiersten Warren : La mère de Danny
- Treat Williams : Dr Warren
- Luce Rains : Joe
- Mathew Greer : Nelson
- Liam McKanna : Danny
- Paola Andino : Maria
- Luis Jose Lopez : Carlos
- Deidrie Henry : Patricia
- Savannah McReynolds : Nichole Bess
- Colin Baiocchi : Brandon Bess
- Isabella Acres : Dana
- Jack Nation : Sam
- Willow Shields : Grace
- Leedy Corbin : Becca
- River Shields : Alex
- Brandon Sanderson : Robert
- Michelle Sawunyama : Angel
- Catherine Haun : Ms. Trumble